# Svatý Timoteus

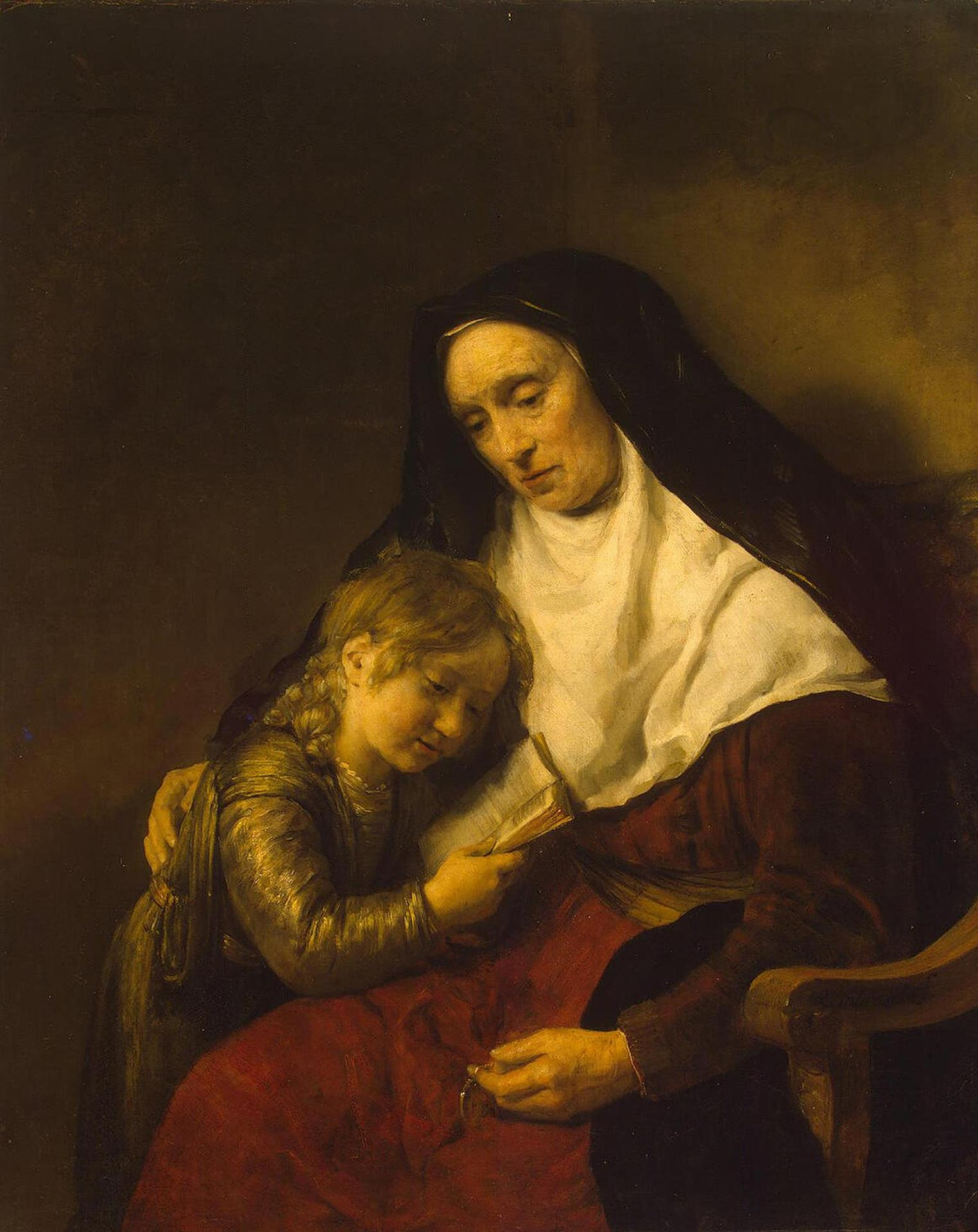
Rembrandt: Timoteus a babička Lois (1648)

Svatý Timoteus, také Timotej, řecky Timotheos (* kolem 17, Lystra – † kolem 97 Efesos) byl prvokřesťanský biskup, žák a spolupracovník sv. Pavla z Tarsu. V západních církvích se ctí jako svatý a mučedník, ve východních církvích i jako apoštol, protože podle jedné tradice patřil mezi 70 učedníků Ježíšových.

## Život

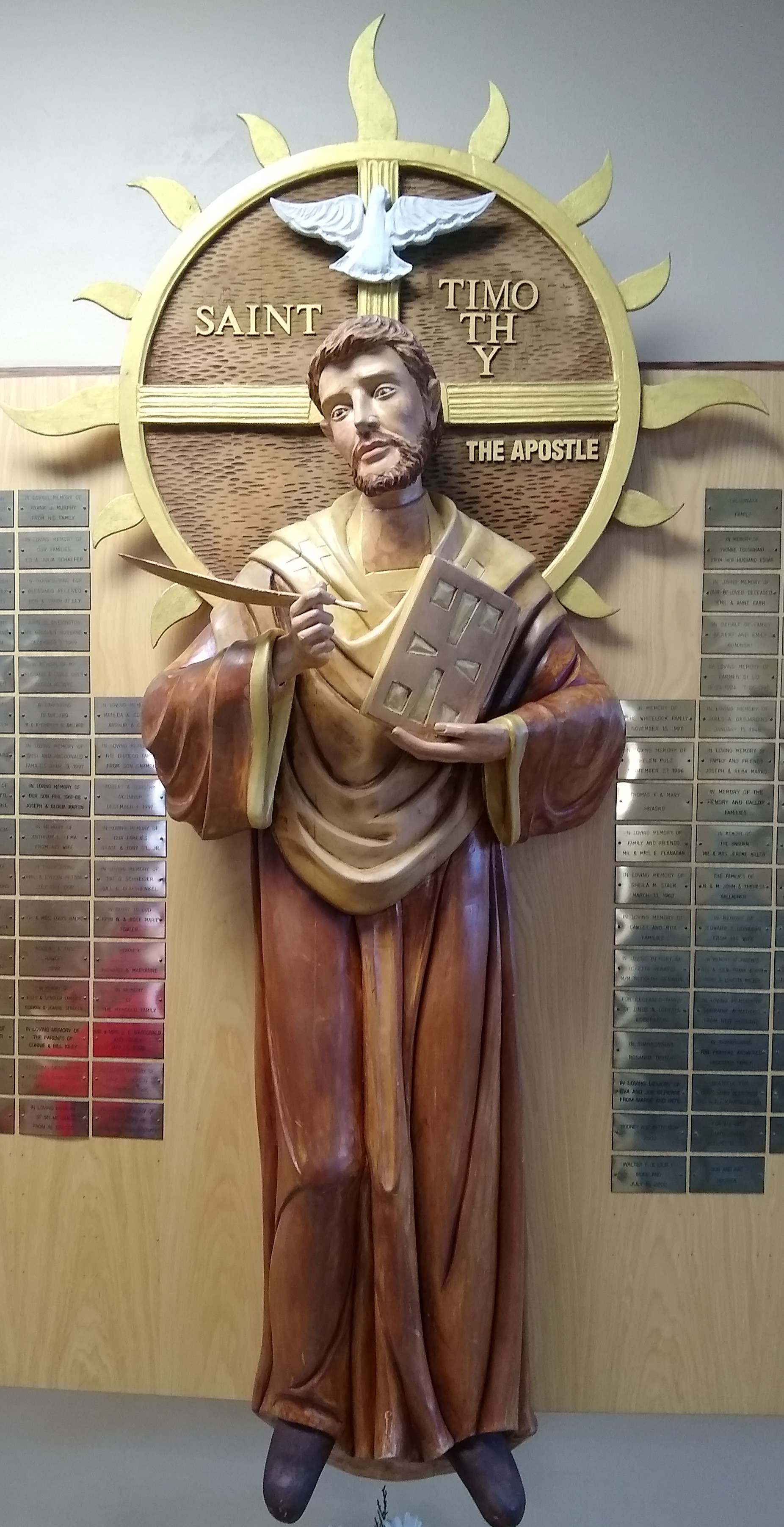
Socha

O Timoteovi se poprvé zmiňují Skutky apoštolů při druhé Pavlově návštěvě v Lystře, kde patrně žil a kde ho Pavel pokřtil (Sk 16,2). Protože jeho matka Euniké byla židovka, Timotea také obřezal, aby jej Židé lépe přijímali, ačkoli jeho otec byl pohan. Timoteus doprovázel Pavla na cestě Malou Asií do Korintu (Sk 17; Sk 18,5). Pavel ho chválí jako znalce Písma a i jeho matka Euniké a babička Lois byly zbožné ženy, patrně křesťanky.
Timoteus se několikrát vyskytuje jako Pavlův písař v epištolách a jsou mu adresovány dvě z tzv. pastorálních epištol, První list Timoteovi a Druhý list Timoteovi, jejichž autorství je však nejisté. Podle tradice Pavel vysvětil Timotea na biskupa v roce 65 a poslal do Efesu. V roce 97 se Timoteus podle téže tradice postavil proti pohanskému průvodu a byl davem ubit a ukamenován.
Jeho svátek světí katolíci, starokatolíci a luteráni 26. ledna, východní církve 22. ledna.